# Моштейру (Вієйра-ду-Міню)
Моштейру (порт. Mosteiro; МФА: [muʃ.ˈtɐj.ɾu]) — парафія в Португалії, у муніципалітеті Вієйра-ду-Міню. Розташована в північно-західній частині країни, на теренах історичної португальської провінції Дору-Міню. Входить до складу округу Брага. За адміністративним поділом, чинним до 1976 року, терени парафії були складовою провінції Міню. Належить до Бразької архідіоцезії Католицької церкви. Патрон — Іван Хреститель. Площа — 10,8192 км². Населення — 774 ос. (2011). Середньо урбанізований регіон. Густота населення — 71,54 осіб/км²
. Код — 031110.

## Населення
| Кількість мешканців | Кількість мешканців | Кількість мешканців | Кількість мешканців | Кількість мешканців | Кількість мешканців | Кількість мешканців | Кількість мешканців | Кількість мешканців | Кількість мешканців | Кількість мешканців | Кількість мешканців | Кількість мешканців | Кількість мешканців | Кількість мешканців |
| ------------------- | ------------------- | ------------------- | ------------------- | ------------------- | ------------------- | ------------------- | ------------------- | ------------------- | ------------------- | ------------------- | ------------------- | ------------------- | ------------------- | ------------------- |
| 1864                | 1878                | 1890                | 1900                | 1911                | 1920                | 1930                | 1940                | 1950                | 1960                | 1970                | 1981                | 1991                | 2001                | 2011                |
| 1 426               | 1 623               | 1 861               | 1 804               | 2 062               | 2 064               | 2 241               | 1 173               | 1 141               | 1 173               | 1 084               | 1 080               | 968                 | 931                 | 774                 |